# Quijano (Tamaulipas)
Quijano ist ein Ort im Bundesstaat Tamaulipas in Mexiko. Er gehört zum Municipio Matamoros und hat 103 Einwohner (2010).

## Lage
Quijano liegt vier Meter über dem Meeresspiegel. Zur Verbindungsstraße Caretera Federal 101 sind es nach Nordwesten 5 km und Valle Hermoso liegt in gleicher Richtung Luftlinie 25 km entfernt. Zum Golf von Mexiko im Osten sind es 30 km und zur US-amerikanischen Grenze im Norden bei Matamoros und Brownsville in Texas ebenfalls etwa 30 km.

## Kultur
Die Grundschule des Ortes ist benannt nach Capitán José Ángel Garza.